# Bargoense tekens
Bargoense tekens zijn eenvoudige symbolen die door zwervers of inbrekers of andere groepen op de buitenmuren van huizen zijn achtergelaten. P Burger, docent aan de Universiteit Leiden, schreef in september 2005 een uitgebreid artikel in Onze Taal over Bargoense tekens, waarin hij deze definitie afdeed als een broodjeaap. Deze symbolen zijn een soort taal en kunnen qua betekenis door de verschillende groepen anders worden aangeduid. Bargoense tekens kwamen niet alleen bij zwervers en inbrekers voor, maar ook zigeuners en geheim agenten hebben Bargoense tekens gebruikt.
De symbolen bestaan bijvoorbeeld uit eenvoudige tekens, zoals cirkels, vierkanten, rechthoeken, kruisjes en lijnen, al dan niet diagonaal, die vlak bij de voordeur en onder het huisnummer met krijt worden aangebracht. Hieronder volgt een aantal met de betekenis waarvoor ze kunnen worden gebruikt:
- Ruit – in het huis woont een politieagent
- Horizontale zigzaglijn – gevaarlijke hond
- Drie diagonale strepen – De bewoner is al eens eerder bestolen geweest.
- Driehoek – alleen wonende vrouw
- Rechthoek met punten erin – dure apparatuur of kluis aanwezig. Meer punten betekent dat het een groot object is.

Tegenwoordig worden ook wardrivers verdacht Bargoense tekens op gebouwen achter te laten om draadloze netwerken mee te markeren, dat wordt warchalken genoemd. Andere wardrivers kunnen daar dan op inbreken. Aan verschillende inbrekers werd gevraagd hoe zij deze tekens op de buitenmuren interpreteerden, maar iedereen gaf een iets andere uitleg. Geheim agenten uit het Oostblok, maar ook uit West-Europa hebben van Bargoens gebruik gemaakt om de plaats van een verborgen brievenbus voor overdracht van informatie door te geven. Omdat in een aantal landen de Bargoense tekens vaak gepaard gingen met inbraken, wordt het toch raadzaam geacht om deze symbolen van de muren te halen.